# Fedor Bogomolov
Fedor Alekseyevich Bogomolov (em russo:  Фёдор Алексеевич Богомолов, Moscou, 26 de setembro de 1946) é um matemático russo/estadunidense, conhecido por suas pesquisas sobre geometria algébrica e teoria dos números. Bogomolov trabalhou no Instituto de Matemática Steklov em Moscou antes de tornar-se professor do Instituto Courant de Ciências Matemáticas. 
Bogomolov obteve a graduação na Universidade Estatal de Moscou, com um doutorado em 1973 no Instituto de Matemática Steklov, orientado por Sergei Novikov.
O teorema de Bogomolov-Tian-Todorov é denominado em sua memória.